# Le Noël de grand-mère
Pour plus de détails, voir Fiche technique et Distribution.
Le Noël de grand-mère est un film muet français réalisé par Léonce Perret, sorti en 1910.

## Fiche technique
- Titre : Le Noël de grand-mère
- Réalisation : Léonce Perret
- Scénario :
- Photographie :
- Société de production : Société des Etablissements L. Gaumont
- Pays d'origine :  France
- Format : Noir et blanc — 35 mm — 1,33:1 — Muet
- Genre : Film dramatique
- Métrage : 237 mètres
- Durée : 8 minutes
- Dates de sortie :
  -  France : 1er novembre 1910

## Distribution
- Eugénie Nau : Mme de La Grange
- Jeanne Marie-Laurent : la belle-fille
- Suzanne Arduini : le petit-fils
- Marie Dorly : la nurse